# Nikolaj Bukharin
Nikolaj Ivanovitj Bukharin (russisk: Никола́й Ива́нович Буха́рин, tr. Nikoláj Ivánovitj Bukhárin; født 9. oktober 1888 i Moskva, Det Russiske Kejserrige, død 13. marts 1938 i Kommunarka, Leninskij rajon, Moskva oblast, Sovjetunionen) var en russisk kommunist og sovjetisk politiker.
Bukharins politiske liv begyndte i en alder af seksten, da han med sin livslange ven Ilja Ehrenburg under den Russiske Revolution i 1905 deltog i studenterdemonstrationerne på Moskvas statsuniversitet. I 1906 meldte han sig ind i Ruslands Socialdemokratiske Arbejderparti og allerede i 1908 blev han medlem af ledelsen i Moskva-distriktskomiteen. Efter et ophold i fængsel for politisk virksomhed, blev Bukharin i 1911 forvist Sibirien, hvorfra han kort tid efter rømmede og drog i eksil. Han tilbragte seks år i eksil og arbejdede tæt sammen med andre eksilkolleger Vladimir Lenin og Lev Trotskij. Efter revolutionen i februar 1917 vendte han tilbage til Moskva, hvor hans bolsjevikiske akkreditiver gav ham en høj rang i partiet, og efter oktoberrevolutionen blev han redaktør af bolsjevikkernes avis Pravda.
Inden for det bolsjevikiske parti var Bukharin oprindeligt venstrekommunist, men bevægede sig gradvist til højre fra 1921. Hans stærke støtte til og forsvar af den nye økonomiske politik (NEP) fik ham til sidst at lede højreoppositionen. I slutningen af 1924 havde denne holdning positioneret Bukharin positivt som Josef Stalins vigtigste allierede, hvor Bukharin snart uddybede Stalins nye teori og politik om socialisme i ét land. Fra 1926 til 1929 nød Bukharin stor magt som generalsekretær for Kominterns eksekutivkomité. Stalins beslutning om at gå videre med kollektiviseringen drev imidlertid de to fra hinanden, og Bukharin blev ekskluderet af Politbureauet i 1929.
Da den store udrensning begyndte i 1936, indikerede nogle af Bukharins breve, samtaler og aflyttede telefonopkald illoyalitet. Bukharin blev arresteret i februar 1937 og blev anklaget for at have konspireret for at vælte den sovjetiske stat. Efter en skueproces blev han henrettet i marts 1938.

## Ophold i udlandet
I løbet af sin eksilperiode etablerede han en position som bolsjevikkernes måske dygtigste teoretiker på linje med Lenin. Under 1. verdenskrig var han i Schweiz, USA, Canada, Sverige og Norge, hvor han samarbejdede med venstrefløjen i det norske arbejderparti. På denne tid skrev han bogen "Imperialisme og Verdensøkonomi", et værk, som på trods af enkeltstående uenigheder, inspirerede Lenin, da han skrev sit måske mest kendte værk "Imperialismen - Kapitalismens højeste stade".
Mange af Bukharins bøger og skrifter er blevet oversat til flere sprog.

## Politiker i Sovjetunionen
Efter den russiske revolution tog han tilbage til Rusland, hvor han blev medlem af Moskva-sovjetternes eksekutivkomite. I 1918 blev han redaktør af partiavisen Pravda, et hverv han med enkelte afbrydelser formelt besad indtil 1929. I de første år efter revolutionen havde han også ansvaret for det kommunistiske partis propaganda- og uddannelsesarbejde. Det var i den egenskab, han skrev bøgerne Dialektisk materialisme og Kommunismens ABC (sammen med Jevgenij Preobrasjenskij, hvor særligt førnævnte skulle få stor udbredelse blandt partimedlemmer i medlemspartierne i Komintern i 1920'erne.
I forbindelse med diskussionen om Brest-Litovsk-freden havde Bukharin en divergerende mening og derfor sluttede han sig til flertallet i partiet. Da Lenin i 1921 imidlertid tog initiativ til NEP-politikken, forlod Bukharin sine gamle allierede og sluttede sig til flertalslinjen i partiet. Efter Lenins død i 1924 blev hans plads i partiets eksekutivkomite overtaget af Bukharin. Han var i samtiden af mange udset som den mest sandsynlige efterfølger af Lenin frem for Stalin og Trotskij, hvor eftertiden ellers har set de sidstnævnte som de fremmeste rivaler. Bukharin tog først parti for Stalin, siden for Trotskij sammen med Lev Kamenev og Grigorij Sinovjev, men derefter tog han igen parti for Stalin frem for de to tidligere allierede.
Bukharin havde også en høj stjerne blandt kommunister internationalt. Selv om han oprindeligt var gået mod oprettelsen af Komintern, blev han hurtigt en af Kominterns ledere. Hans kendskab til Norge og norsk sprog gjorde, at han blev Kominterns udsending til det norske arbejderpartis februarlandsmøde i 1923. I 1926 blev han formand for Komintern, et hverv han havde til 1929.
I midten af 1920'erne stod spørgsmålet om produktivitet højt på dagsordenen. Her var der to modstående opfattelser. På den ene side stod venstrefløjen, hvis bedste teoretiker var Peobrasjenskij, Bukharins tidligere gode ven. Venstrefløjen, som fik tilslutning af Trotskij, Sinovjev og Kamenev, mente at den socialistiske stat i lighed med de kapitalistiske stater, måtte gennemføre en oprindelig akkumulation. I praksis betød det, at bondebefolkningen skulle påføres større byrder og skatter for at fremtvinge en modernisering, tanker som senere fik gennemslag i Stalins tvangskollektiveringspolitik. Bukharin og partiflertallet gik imod dette ud fra et ønske om at bygge en alliance med bønderne. Bukharins linje vandt på partikongressen i 1926.
Det blev imidlertid klart, at produktionsmålene ikke blev nået. Derfor blev det, til trods for partiets vedtagelse, venstrefløjens politik, som i høj grad var partiets politik. Det skulle vise sig, at også Stalin sluttede sig til det, der tidligere var venstrefløjens linje. På partikongressen i 1928 kom Bukharins politik i mindretal, og Bukharin repræsenterede sammen med Mikhail Tomskij og Aleksej Rykov det, som nu var blevet højrefløjen i partiledelsen. I 1929 fik de nævnte først frataget alle deres hverv, før de blev ekskluderet af partiet.

## Eksklusion
Bukharin blev taget til nåde igen året efter på grund af, at han øvede omfattende selvkritik. Han fik i stedet ledelsen af Det Sovjetiske Videnskabernes Akademi, som på denne tid, før Lysenko-affaren, var højt anset i internationale, naturvidenskablige kredse. I 1934 blev han redaktør for avisen Isvestija, og i 1935 blev han involveret i arbejdet med at skrive Sovjetunionens nye grundlov. I 1936 deltog han på anklagernes side i Moskvaprocesserne, men han måtte selv opleve at blive arresteret året efter. I 1938 under Stalins udrensninger blev han stillet for retten anklaget for landsforræderi og konspiration for siden at blive dømt og til slut henrettet.

## Rehabilitering
Bukharin blev rehabiliteret i 1988 af Mikhail Gorbatjov, en hændelse som Bukharins enke, den betydeligt yngre Anna Larina Bukharina, oplevede. Hun døde i 1996. Efter Sovjetunionens fald i 1991 blev en række af Bukharins skrifter fundet. Skrifter, som han havde forfattet under fængselsopholdet. Et skrift om socialistisk kultur, en digtsamling og en kvasi-selvbiografisk roman. Desuden et skrift om materialistisk filosofi. De er alle udgivet på russisk. De to sidstnævnte er også udgivet på engelsk. De filosofiske notatbøger anså blandt andre John Bellamy Forster som glimrende eksempler på, hvordan marxismen også er en økologisk teori.